# Cyriacotheriidae
I ciriacoteriidi (Cyriacotheriidae Rose and Krause, 1982) sono una famiglia di mammiferi estinti, appartenente all'ordine Cimolesta, vissuti nel Paleocene (64/60 milioni di anni fa), i cui resti fossili sono stati ritrovati esclusivamente in Nordamerica.

## Descrizione
Questi mammiferi sono conosciuti principalmente per resti cranici, che indicano animali di medie dimensioni (lunghezza circa un metro) dalle caratteristiche corporee non ben definite. La caratteristica principale dei ciriacoteriidi era la dentatura: i premolari erano molariformi, mentre il terzo e il quarto molare superiore erano dotati di creste a forma di W. Il genere più conosciuto è Cyriacotherium.

## Classificazione
A causa delle insolite caratteristiche della dentatura, i ciriacoteriidi non hanno goduto di una classificazione chiara fin dalla data della prima scoperta (Rose e Krause, 1982). Numerose caratteristiche dentarie ricordano i pantodonti, quadrupedi erbivori tipici del Paleocene, come Pantolambda (ad esempio i piccoli incisivi, dilambdodontia nei molari inferiori); altri studi (Van Valen 1988, Muizon e Marshall 1992, Lucas 1993) hanno sottolineato che altre caratteristiche avvicinerebbero i ciriacoteriidi ai dermotteri, un piccolo gruppo di mammiferi arboricoli dalle incerte affinità, forse imparentati con i primati. Più di recente, la descrizione di un ciriacoteriide arcaico (Presbytherium) ha messo in luce le reali affinità con i pantodonti (Scott 2010). 
Si suppone che le caratteristiche simili a quelle dei dermotteri fossero il risultato di una convergenza evolutiva.